# Wenjiang
Wenjiang léase Uén-Chiáng (en chino simplificado, 温江区; pinyin, Wēnjiāng qū) es un distrito urbano bajo la administración directa de la Subprovincia de Chengdu, capital provincial de Sichuan. El distrito yace en la parte occidental de la Llanura de Chengdu en una altitud promedio de 330 m s. n. m. Su área total es de 277 km² y su población para 2014 fue más de 400 mil habitantes.

## Administración
El distrito de Wenjiang se divide en 9 pueblos que se administran en 6 subdistritos y 3 poblados.